# Robert Irving III
Robert Irving III (1953 à Chicago) est un musicien de jazz fusion américain.

## Discographie

### Collaborations

#### Avec Miles Davis
- 1981 : The Man with the Horn;
- 1984 : The Complete Miles Davis at Montreux 1973-1991 : volumes 3 à 9 et 12, Casino de Montreux les 8 juillet 1984, 14 juillet 1985 et 7 juillet 1988;
- 1984 : Decoy;
- 1985 : You're Under Arrest.